# Erdal İnönü
Erdal İnönü (ur. 6 czerwca 1926 w Ankarze, zm. 31 października 2007 w Houston) – turecki polityk i fizyk, specjalista w zakresie fizyki teoretycznej, profesor, lider socjaldemokratycznych ugrupowań SODEP i SHP, deputowany, minister, wicepremier, w 1993 pełniący obowiązki premiera Turcji.

## Życiorys
Syn İsmeta İnönü, pierwszego premiera i drugiego prezydenta Turcji. W 1947 ukończył studia z fizyki i matematyki na Uniwersytecie w Ankarze. Kształcił się następnie w zakresie fizyki w California Institute of Technology, gdzie uzyskał magisterium (1948) i doktorat (1951). Podczas jednego z pobytów w USA na Uniwersytecie Princeton współpracował z Eugene’em Wignerem. W Turcji był początkowo nauczycielem akademickim na macierzystym uniwersytecie. W 1964 został profesorem na uczelni technicznej ODTÜ w Ankarze. Kierował na niej katedrą fizyki teoretycznej (1960–1964) oraz wydziałem nauk (1965–1966). Zajmował na ODTÜ stanowiska prorektora (1969–1970) oraz rektora (1970–1971). W latach 1975–1982 był dziekanem wydziału nauk na Uniwersytecie Boğaziçi, na którym pracował w latach 1974–1983. W 1973 wyróżniony nagrodą naukową przez TÜBİTAK, turecką agencję do spraw nauki i technologii. Był członkiem rady naukowej tej instytucji oraz założycielem i dyrektorem jej instytutu badań podstawowych, kierował też tureckim towarzystwem fizycznym, zasiadał w radzie wykonawczej UNESCO.
W działalność polityczną zaangażował się w 1983, gdy w Turcji ponownie zezwolono na funkcjonowanie partii politycznych. Został wówczas przewodniczącym nowo założonego ugrupowania SODEP, co jednak zostało zablokowane przed rządzących wojskowych. Nie mógł też uczestniczyć w odbywających się w tymże roku wyborach parlamentarnych. Przewodniczącym partii ostatecznie został pod koniec tegoż roku. W 1985 przyczynił się do połączenia jej z partią HP i do powołania Socjaldemokratycznej Partii Ludowej (SHP), na czele której stanął w 1986. Partią tą kierował do 1993, kiedy to zastąpił go Murat Karayalçın.
W 1986 uzyskał mandat deputowanego w wyborach uzupełniających. Do Wielkiego Zgromadzenia Narodowego Turcji był następnie wybierany w 1987 i 1991, zasiadając w parlamencie do 1995. Od listopada 1991 do września 1993 pełnił funkcje wicepremiera i ministra stanu w rządach Süleymana Demirela i Tansu Çiller. Gdy w maju 1993 pierwszy z nich został wybrany na prezydenta, Erdal İnönü pełnił obowiązki premiera do czasu objęcia w następnym miesiącu tej funkcji przez Tansu Çiller. W 1995 doszło do połączenia SHP i Republikańskiej Partii Ludowej (CHP) pod szyldem drugiego z tych ugrupowań. Z jej rekomendacji Erdal İnönü od marca do października 1995 zajmował stanowisko ministra spraw zagranicznych. W późniejszych latach powrócił do pracy naukowej, był nauczycielem akademickim na Sabancı Üniversitesi i badaczem w instytucie naukowym Feza Gürsey Enstitüsü. W 2004 otrzymał Medal Wignera.
Zmarł na skutek białaczki.